# Peter Brenner
Peter Brenner, eigentlich Peter Felsenstein (* 8. Mai 1930 in Freiburg im Breisgau; † 16. September 2024 in Wörrstadt-Rommersheim) war ein deutscher Theaterintendant, Opernregisseur und -übersetzer. Er leitete als Intendant die Staatstheater in Darmstadt (1984–1991) und Mainz (1991–1999).

## Leben und Wirken
Peter Felsenstein wurde als zweiter Sohn des Regisseurs Walter Felsenstein aus dessen erster Ehe mit Ellen Neumann (geb. 1905 in Beuthen; gest. 1987 in Wien) geboren. Seine Mutter war Jüdin, weshalb die Familie 1936 in die Schweiz emigrierte, wegen eines Engagements des Vaters in Berlin aber 1940 nach Deutschland zurückkehrte. Da er nach den NS-Rassegesetzen als „Mischling ersten Grades“ galt, wurde er 1943 vom Schulbesuch ausgeschlossen. Seine Großeltern mütterlicherseits begingen Suizid, um der bevorstehenden Deportation zu entgehen; seine Tante und ihre Familie wurden im Holocaust ermordet. Von 1943 bis zum Kriegsende lebte er bei seinen Großeltern väterlicherseits – die überzeugte Nationalsozialisten waren – in Weiten in Niederösterreich und half dort in der Landwirtschaft.
Er studierte sowohl Jus an der Universität Wien (dort wurde er auch promoviert) als auch Musik an der Staatlichen Akademie für Musik und Darstellende Kunst Wien (Abschluss mit künstlerischer Reifeprüfung). Um nicht in Verdacht zu geraten, vom Ruhm des Vaters profitieren zu wollen, legte sich Peter Felsenstein den Künstlernamen Brenner zu.
Bei den Salzburger Festspielen war Brenner Regieassistent von Günther Rennert und von 1965 bis 1969 Assistent und Abendspielleiter an der Deutschen Oper am Rhein. Von 1969 bis 1973 wirkte er als Oberspielleiter der Oper an den Städtischen Bühnen Freiburg. Danach war er bis 1984 Oberspielleiter am Theater Bremen. Von 1984 bis 1991 war Brenner Intendant des Staatstheaters Darmstadt, anschließend hatte er bis 1999 dieselbe Funktion am Staatstheater Mainz inne.
Brenner inszenierte als Gast u. a. an der Bayerischen Staatsoper München, an der Hamburgischen Staatsoper, an der Welsh National Opera, bei den Schwetzinger Festspielen, am Opernhaus Zürich, an der Oper der Stadt Köln, an der Deutschen Oper am Rhein Düsseldorf-Duisburg sowie an den Opernhäusern in Mannheim, Nürnberg, Wiesbaden, Hannover usw. Von 1988 bis 1991 war er als Regisseur bei den Salzburger Festspielen (Eröffnung mit Mozarts La clemenza di Tito) und den Osterfestspielen Salzburg tätig. Er arbeitete u. a. mit den Dirigenten Riccardo Muti, Colin Davis, Wolfgang Sawallisch, Kurt Masur, Peter Schneider, Horst Stein, Hans Drewanz und Jun Märkl zusammen.
Lehraufträge führten ihn an die Folkwang-Hochschule Essen (Dozent der Opernschule), an die Staatliche Musikhochschule Freiburg (1970 bis 1973 szenischer Leiter der Opernschule) und an die Universität und Musikhochschule Hamburg (Dozent für die Hauptfächer des gemeinsamen Lehrganges für Musiktheater-Regie).
Von Brenner stammt auch eine ganze Reihe von genauen und sangbaren Opernübersetzungen, die er im Auftrag der Verlage Ricordi, Schott, Sonzogno, Peters Frankfurt, Universal-Edition Wien und Bärenreiter erarbeitete.
Peter Felsenstein-Brenner war mit der gebürtigen Südafrikanerin Cató Brink, einer Sopranistin und Gesangspädagogin, verheiratet.

## Ehrungen und Mitgliedschaften
Brenner war Ehrenmitglied des Bremer Theaters, Träger des Stadtsiegels in Silber (höchste kulturelle Auszeichnung der Stadt Mainz), Mitglied der Gesellschaft zur Förderung der Richard-Wagner-Gesamtausgabe sowie Mitglied des Landesmusikrates Rheinland-Pfalz.